# Elbo Herred

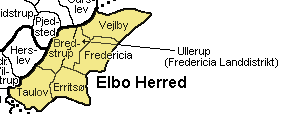
Elbo Herred

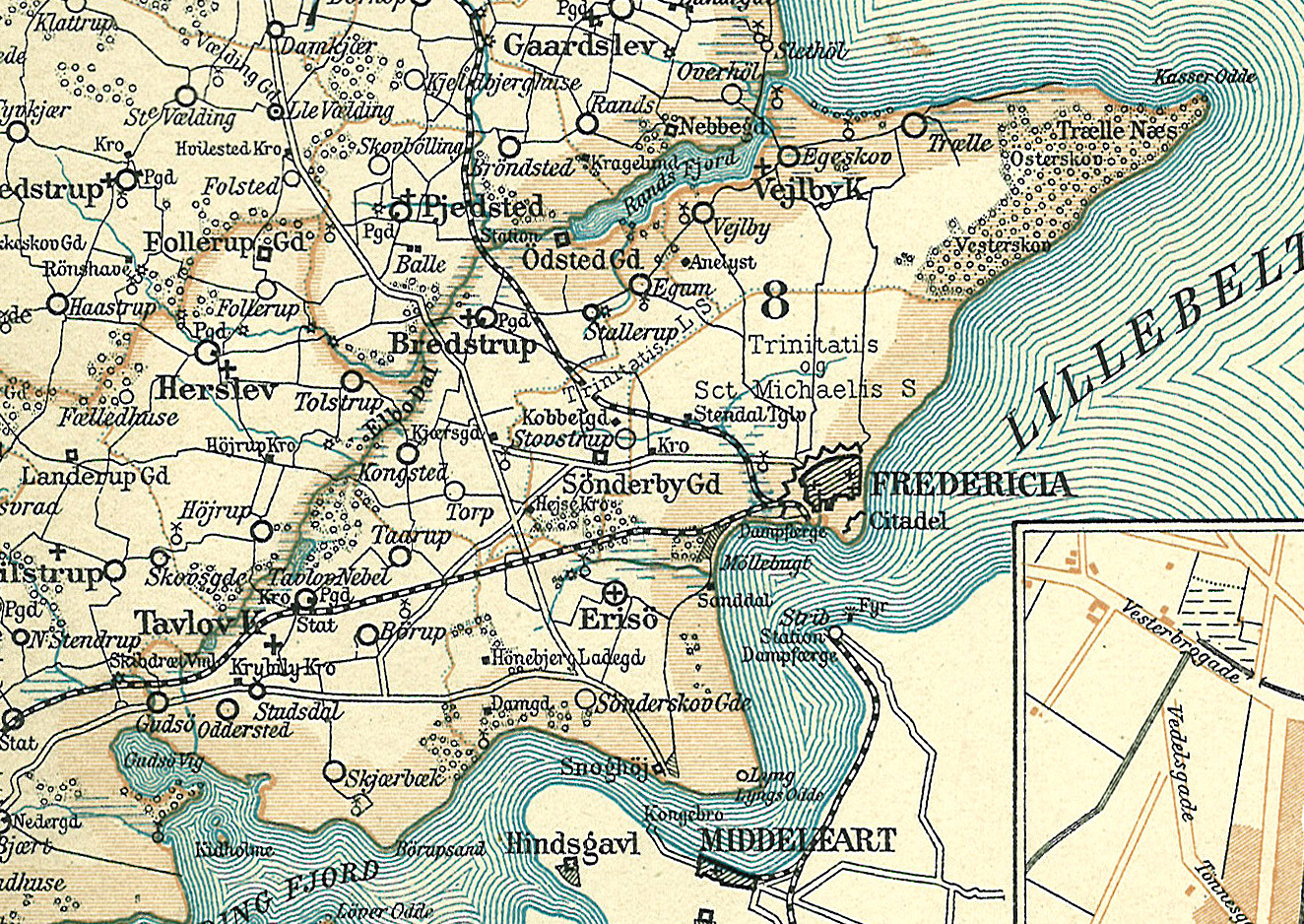
Elbo Herred rond 1900

Elbo Herred was een herred in het voormalige Vejle Amt in Denemarken.Tot laat in de middeleeuwen was Elbo een onderdeel van Brusk Herred
Elbo Herred was de kleinste herred binnen Vejle. Elbo omvatte de stad Fredericia en vijf parochies.
- Bredstrup
- Christians
- Erritsø
- Taulov
- Vejlby
- Sankt Michaelis
- Lyng
- Trinitatis

Daarnaast werd binnen het gebied van het historische Elbo in 2001 Hannerup gesticht deels als voortzetting van Ullerup dat verdween. Alle parochies binnen Elbo maken deel uit van het bisdom Haderslev.